# Tonneau géant de Bad Dürkheim

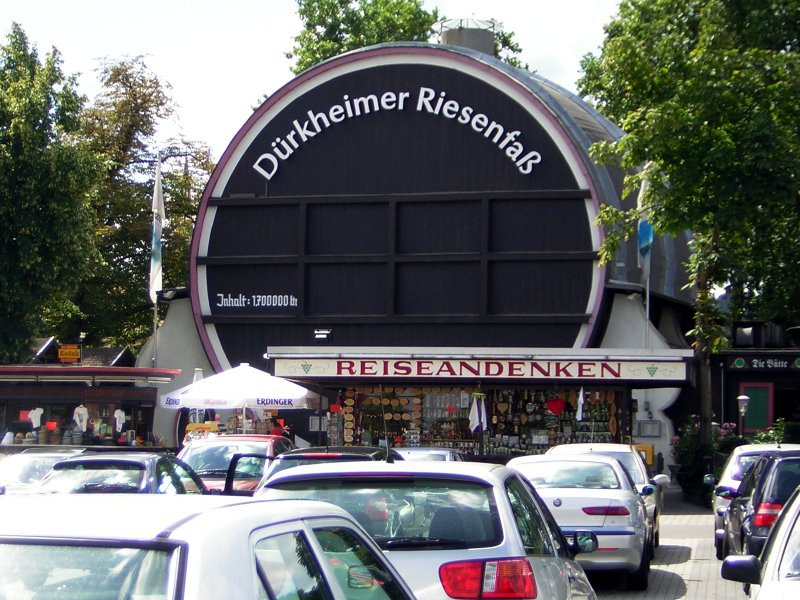
Tonneau géant de Bad Dürkheim

Le tonneau géant de Bad Dürkheim (Dürkheimer Riesenfass) est une des curiosités de cette ville palatine (en Rhénanie-Palatinat). Avec un diamètre de 13,5 m et un volume d'environ 1 700 000 litres, le tonneau géant a donc un volume de 1 700 m³ ce qui en fait le plus grand du monde. Cependant, il n'est pas utilisé pour stocker des liquides, mais plutôt pour abriter un restaurant. 

## Situation géographique
Le tonneau géant se trouve à 115 m d'altitude au nord-est de la vieille ville, dans la plaine inondable de la petite rivière Isenach de 45. 000 m² de large, à l'extrémité ouest du Brühlwiesen. Chaque année, les deuxième et troisième week-ends de septembre, y a lieu le Dürkheimer Wurstmarkt, considéré comme la plus grande fête du vin au monde avec plus de 600 000 visiteurs. L'accès aux tonneaux et au Wurstmarkt se fait par la Bundesstraße 37 (Ludwigshafen-Kaiserslautern) qui y passe directement vers le nord. 

## Histoire
La barrique a été construite en 1934 par le viticulteur et tonnelier Fritz Keller de manière et forme traditionnelle en bois, bien que surdimensionnée. Près de 200 sapins d'une hauteur d'environ 40 m chacun ont été abattus dans le nord de la Forêt-Noire. Il fallait un sapin pour produire l'une des 178 douelles de 15 m de long et 15 cm d'épaisseur. Au total, plus de 200 m³ de bois ont été traités. Le bois a été préparé et livré par la scierie Krauth & Co. à Rotenbach dans la vallée de l'Enz.
Le tonneau géant à Bad Dürkheim a dépassé largement le grand tonneau du château de Heidelberg avec sa longueur de 9 m, son diamètre de 7 m et son volume de 221 726 litres qui était le plus grand tonneau du monde et servait en fait à contenir du vin.

## Présentation
Sur la façade est du tonneau géant se trouve l'inscription en orthographie ancienne Dürkheimer Riesenfaß. À l'intérieur il se présente comme une winstub. Il y a place pour 430 personnes sur deux étages (rez-de-chaussée et galerie). En 1958, le „Bütt” en bois a été ajouté en raison de la foule des visiteurs. Il s'agit d'un baquet également surdimensionné correspondant au style du Riesenfass et qui peut accueillir 120 personnes. Pendant l'année, le restaurant a lieu presque exclusivement dans le Bütt; le tonneau géant lui-même n'est ouvert que pendant le Dürkheimer Wurstmarkt et pour les grands groupes sur rendez-vous. 

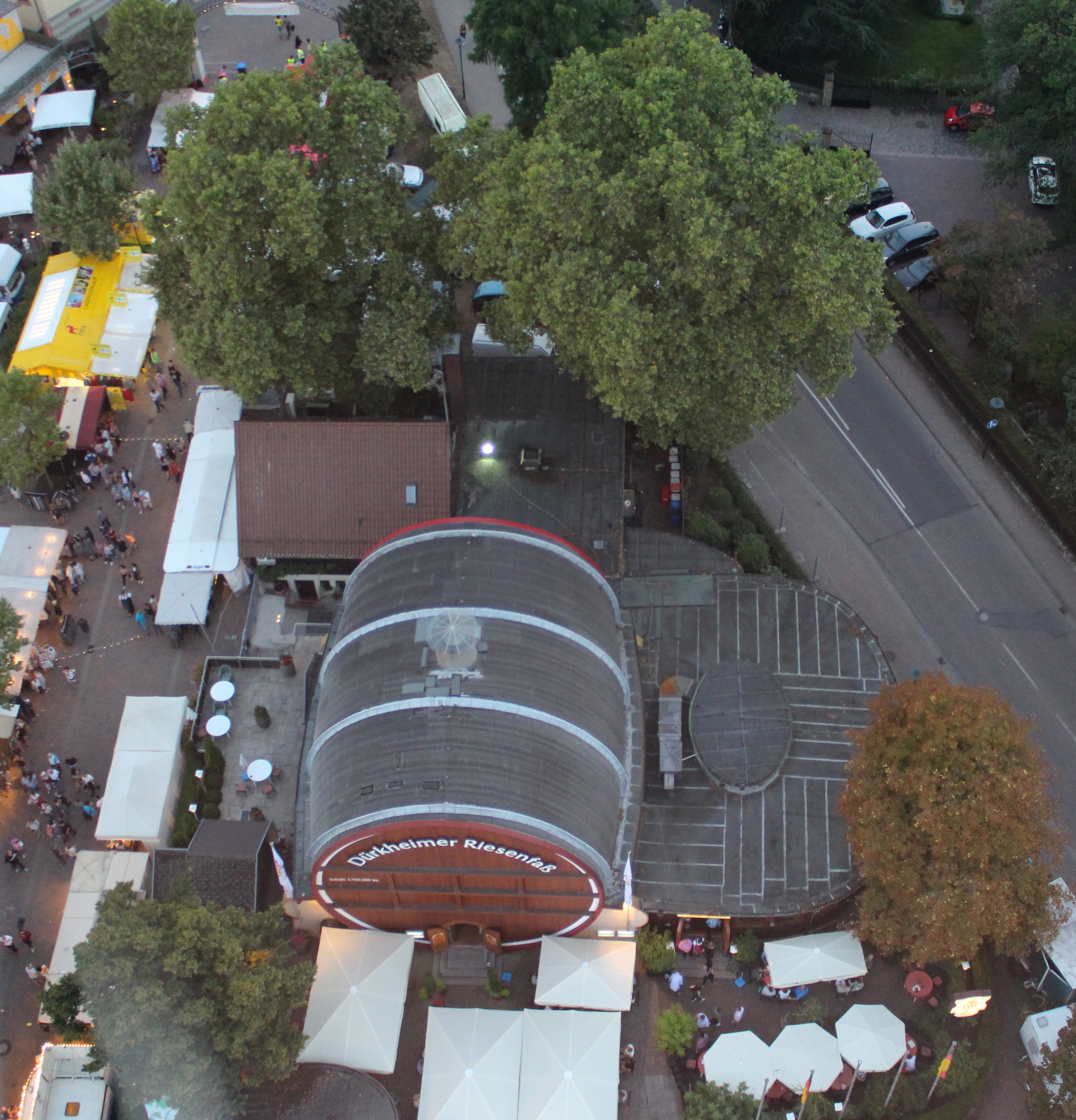
Dürkheimer Riesenfass par le haut
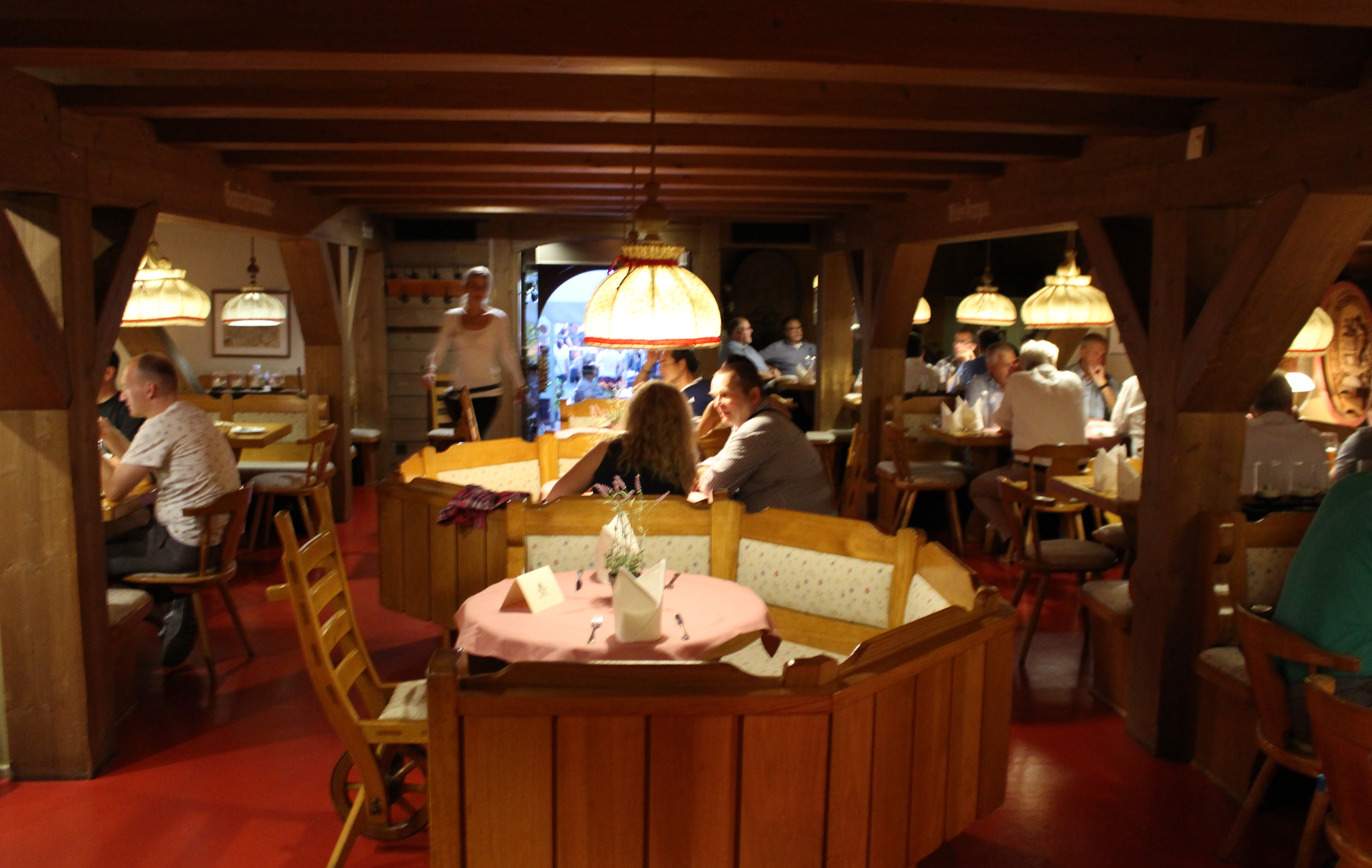
Restaurant au rez-de-chaussée
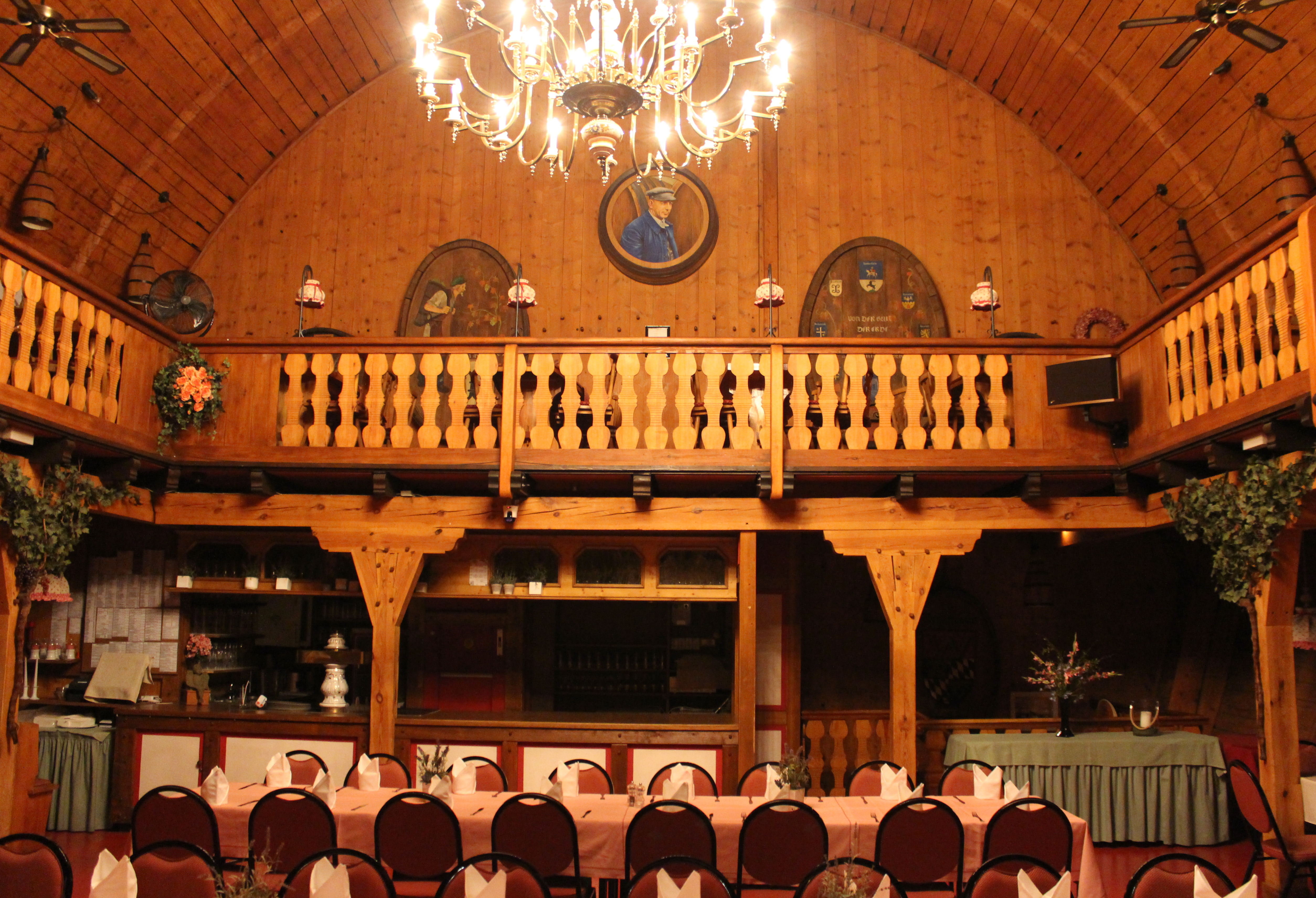
Restaurant à la galerie
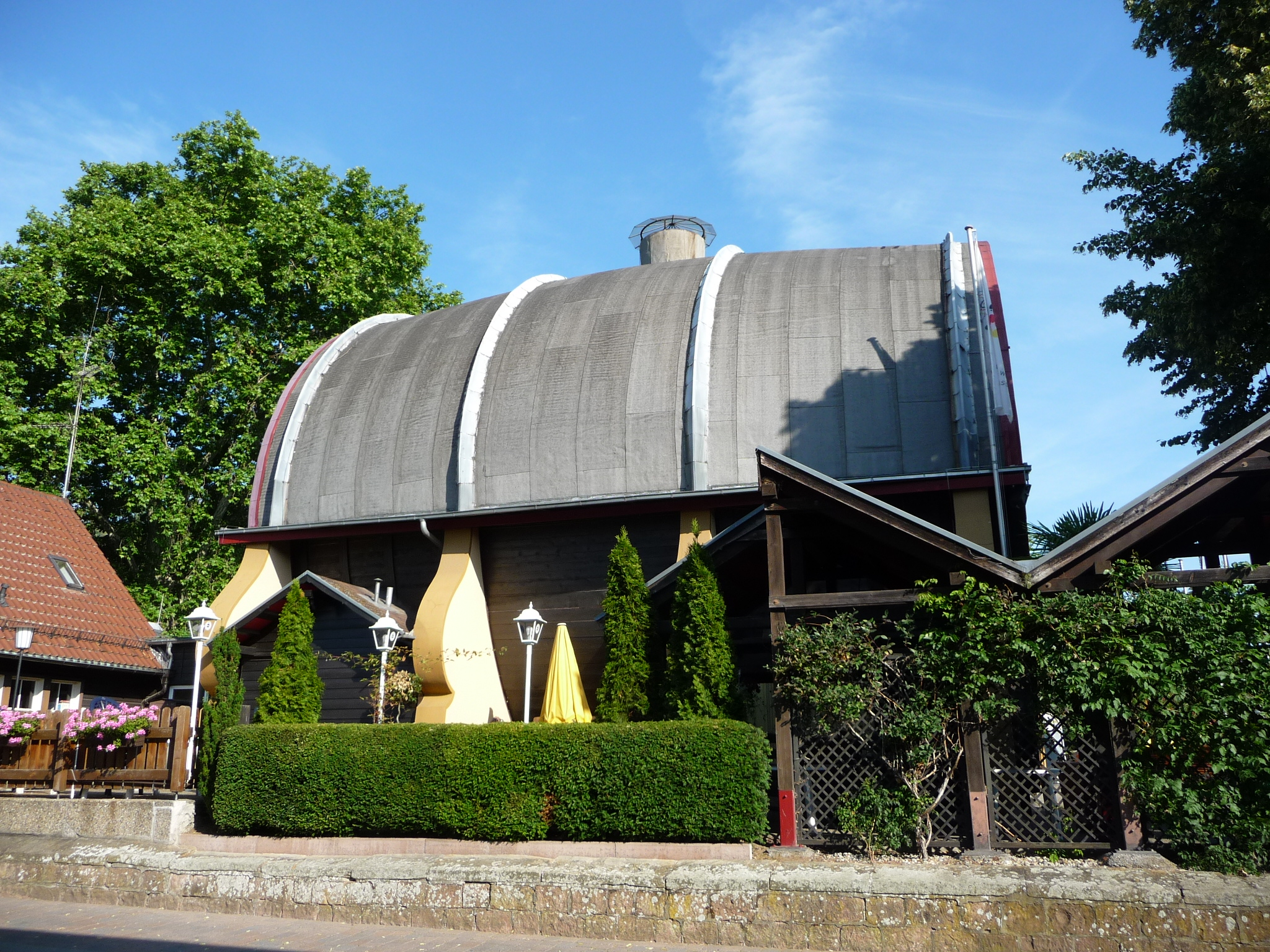
Vue de côté

## Littérature
- (de) Doris Aust, Ein „Spleen“ wird zur Sensation : Das Dürkheimer Fass feiert 75. Geburtstag, Ludwigshafen, Die Rheinpfalz, coll. « Bad Dürkheimer Zeitung. Nr. 182 », 15 août 2009.
- (de) Theo Becker, Das Dürkheimer Faß. : Wahrzeichen der Weinstraße., vol. 46, t. 3, coll. « Stimme der Pfalz », 1995, p. 17–18.
- (de) Eva Klag-Ritz, „Fritz, hör auf, du machst dich bankrott“. : Die Geschichte und Geschichten um den Bau des Dürkheimer Fasses., Ludwigshafen, Die Rheinpfalz, coll. « Bad Dürkheimer Zeitung. Nr. 274 », 26 novembre 1994.
- (de) Sven Wenzel, Dauerhaftigkeit – außen und innen. Seit 75 Jahren kommt in Bad Dürkheim kaum ein Besucher am „Fass“ vorbei. : Thema am Samstag: Das Dürkheimer Fass feiert 75. Geburtstag, Ludwigshafen, Die Rheinpfalz, coll. « Bad Dürkheimer Zeitung. Nr. 182 », 15 août 2009.